# Centrale de Tilbury
La centrale de Tilbury est une centrale électrique alimentée par de la houille, du pétrole et la biomasse sur la rive septentrionale de la Tamise, près de Tilbury dans l'Essex. Produisant 742 mégawatts, Tilbury est l'une des plus grandes centrales de cogénération de la biomasse du monde. Selon RWE, environ 1,5 million de foyers peuvent être alimentés. Jusqu'en 1999, les sites (A et B) étaient en service.

## Chronologie

### Tilbury A
La première centrale de Tilbury A, avec 360 mégawatts, a été construite par Central Electricity Generating Board (en) (CEGB) à partir de 1951.
Elle a été en service en 1981 mais arrêtée et démantelée en 1999. 

### Tilbury B
La deuxième centrale de Tilbury B, a une puissance de 1 428 mégawatts, a également été construite par le CEGB, à partir de 1961. Tilbury C (nouvelle désignation après transformations) a été connectée au réseau en janvier 2012[réf. nécessaire].
En 1990, la centrale a été privatisée et est devenue la propriété de National Power. 
Tilbury B fournit du courant à 1,4 million de personnes. Le propriétaire actuel, RWE npower, a fait des transformations pour pouvoir l'alimenter avec des granulés de bois et du biodiesel notamment. Le bois va être fourni par les forêts canadiennes. Une grande partie des granulés de bois provient de l'usine de RWE Waycross Pellet Mill en Géorgie.[réf. souhaitée]
Peu de temps après la remise en service, le nouveau complexe a été gravement endommagé par un grand incendie. 